# 李新良
李新良（1936年11月—2025年8月13日），山东莱阳穴坊镇躬家庄人。中国人民解放军上将，中共第十三屆、十五屆中央委員。1953年参加中国人民解放军，历任陆军第41军工兵营排长、副连长、营参谋、团司令部作训股参谋等。

## 履历
- 1953年8月参加中国人民解放军
- 1956年10月加入中国共产党
- 1956年毕业于南京工程兵学校
- 1962年任师司令部工兵科参谋、师司令部工兵防化科科长；
- 1969年任团参谋长；
- 1973年任副师长；
- 1981年任41军师长；
- 1983年5月任广西军区司令员。
- 1988年2月任广州军区副司令员
- 1988年被授予少将军衔。
- 1993年7月晋升为中将军衔。
- 1993年12月任沈阳军区政治委员。
- 1995年9月任沈阳军区司令员。
- 1997年12月任北京军区司令员。
- 1998年3月晋升上将军衔。
- 1999年10月1日陪同中央军委主席江澤民檢閱中華人民共和國建國50周年受閱部隊[3]。
- 2003年3月當選為第十屆全國人大常委會委員、全國人大內務司法委員會副主任委員。